# Nati nel 1934/Ottobre
| Questa pagina contiene informazioni ricavate automaticamente dalle voci biografiche con l'ausilio del template Bio e di un bot. L'aggiornamento è periodico e automatico e ricostruisce completamente la pagina. Se manca una persona in questa lista, sei pregato di non aggiungerla, ma accertati piuttosto che la sua voce biografica contenga il template Bio e che i dati anagrafici siano correttamente compilati. Se il template Bio manca, inseriscilo tu stesso o, in alternativa, metti l'avviso {{tmp\|Bio}} che ne segnala la mancanza. Se i dati riportati sono sbagliati, correggi direttamente la voce biografica; le modifiche saranno visibili in questa lista entro pochi giorni. Per chiarimenti vedi il progetto biografie. La lista contiene solo le 171 persone che sono citate nell'enciclopedia e per le quali è stato implementato correttamente il template Bio. Pagina aggiornata al 18 ago 2025. |

- 1º ottobre - Emilio Botín, banchiere e imprenditore spagnolo († 2014)
- 1º ottobre - Luigi Menti, calciatore italiano († 2013)
- 1º ottobre - Petar Radenković, ex calciatore jugoslavo
- 1º ottobre - Miguel Ángel Ruiz, ex calciatore argentino
- 1º ottobre - Geoff Stephens, paroliere e compositore britannico († 2020)
- 2 ottobre - William Bartley III, filosofo statunitense († 1990)
- 2 ottobre - Carlos Calderón de la Barca, calciatore messicano († 2012)
- 2 ottobre - Severino Dianich, presbitero, teologo e saggista italiano
- 2 ottobre - Edward Fredkin, fisico statunitense († 2023)
- 2 ottobre - Serena Michelotti, attrice italiana († 2011)
- 2 ottobre - Romualdas Murauskas, pugile sovietico († 1979)
- 2 ottobre - Gianluigi Stefanini, calciatore italiano († 2003)
- 3 ottobre - Vincenzo Cecchini, pittore italiano
- 3 ottobre - Jørgen Haugen Sørensen, artista danese († 2021)
- 3 ottobre - Pierre Hohenberg, fisico francese († 2017)
- 3 ottobre - René Pavard, ciclista su strada francese († 2012)
- 3 ottobre - Vittorio Saltini, filosofo e scrittore italiano († 2024)
- 3 ottobre - Rodolfo Martín Villa, politico spagnolo
- 4 ottobre - Kanji Asanuma, pallanuotista giapponese
- 4 ottobre - Marlies Dölle, cestista tedesca († 2025)
- 4 ottobre - Sam Huff, giocatore di football americano statunitense († 2021)
- 4 ottobre - Zbigniew Pietrzykowski, pugile e politico polacco († 2014)
- 4 ottobre - Hub Reed, cestista statunitense († 2024)
- 4 ottobre - Giovanni Tarello, giurista italiano († 1987)
- 4 ottobre - Joe Williams, politico e medico cookese († 2020)
- 5 ottobre - Enrico Bondi, dirigente d'azienda italiano
- 5 ottobre - Beniamino Brocca, pedagogista e politico italiano († 2024)
- 5 ottobre - Angelo Buono, serial killer statunitense († 2002)
- 5 ottobre - João Maria Messi, vescovo cattolico italiano
- 5 ottobre - Silvano Nebl, pittore, incisore e scultore italiano († 1991)
- 5 ottobre - Liliana Scaricabarozzi, ginnasta italiana († 1996)
- 5 ottobre - Kenneth Tsang, attore hongkonghese († 2022)
- 6 ottobre - Gary Nelson, regista statunitense († 2022)
- 6 ottobre - Marshall Rosenberg, psicologo statunitense († 2015)
- 6 ottobre - Nils Wiberg, chimico tedesco († 2007)
- 7 ottobre - Piero Aggradi, calciatore e dirigente sportivo italiano († 2008)
- 7 ottobre - Amiri Baraka, poeta, scrittore e critico musicale statunitense († 2014)
- 7 ottobre - Novella Nikolaevna Matveeva, poetessa e cantautrice sovietica († 2016)
- 7 ottobre - Ulrike Meinhof, giornalista, terrorista e rivoluzionaria tedesca († 1976)
- 7 ottobre - Willie Naulls, cestista statunitense († 2018)
- 7 ottobre - Julian Thompson, generale britannico
- 8 ottobre - Jaime Belmonte, calciatore messicano († 2009)
- 8 ottobre - Ennio Contedini, scacchista italiano
- 8 ottobre - Gerry Hitchens, calciatore inglese († 1983)
- 8 ottobre - Martin Lippens, allenatore di calcio e calciatore belga († 2016)
- 8 ottobre - Gioacchino Meneghetti, politico e sindacalista italiano
- 8 ottobre - Icchokas Meras, scrittore e sceneggiatore lituano († 2014)
- 8 ottobre - Friedrich-Wilhelm von Herrmann, filosofo tedesco († 2022)
- 9 ottobre - Antonio Barengo, calciatore italiano († 2016)
- 9 ottobre - Edmond Boulle, allenatore di calcio e calciatore francese († 2010)
- 9 ottobre - Giovanni Griffith, calciatore italiano († 1990)
- 9 ottobre - Harald Grønningen, fondista norvegese († 2016)
- 9 ottobre - Abdullah Ibrahim, pianista e compositore sudafricano
- 9 ottobre - Adolf Koxeder, ex bobbista austriaco
- 9 ottobre - Giorgio Lao, artista e pittore italiano
- 9 ottobre - Jacobo Majluta Azar, politico dominicano († 1996)
- 10 ottobre - Bert Kramer, attore statunitense († 2001)
- 10 ottobre - Elio Mauro, cantante italiano († 1983)
- 10 ottobre - Gastone Savio, politico italiano
- 11 ottobre - Tarun Gogoi, politico indiano († 2020)
- 11 ottobre - Ademar Saccone, ex calciatore uruguaiano
- 11 ottobre - Angelo Tenconi, pilota motociclistico italiano
- 11 ottobre - Luis Héctor Villalba, cardinale e arcivescovo cattolico argentino
- 12 ottobre - Oğuz Atay, scrittore turco († 1977)
- 12 ottobre - János Bencze, cestista ungherese († 2014)
- 12 ottobre - Pino Caruso, attore, scrittore e cabarettista italiano († 2019)
- 12 ottobre - Cláudio Lembo, politico, giurista e avvocato brasiliano († 2025)
- 12 ottobre - María Ester López, cestista paraguaiana († 2004)
- 12 ottobre - Richard Meier, architetto statunitense
- 12 ottobre - Alexandru Zub, storico rumeno
- 12 ottobre - Al'bert Širjaev, matematico russo
- 13 ottobre - Jack Colvin, attore statunitense († 2005)
- 13 ottobre - Nana Mouskouri, cantante e politica greca
- 13 ottobre - Ruggero Pierantoni, biofisico, psicologo e politico italiano († 2025)
- 13 ottobre - Giorgio Trevisan, fumettista, pittore e illustratore italiano († 2024)
- 14 ottobre - Horacio Accavallo, pugile argentino († 2022)
- 14 ottobre - Luigi Farace, manager e politico italiano († 2018)
- 14 ottobre - Matti Nenonen, ex cestista finlandese
- 14 ottobre - Ljubomir Popović, pittore serbo († 2016)
- 14 ottobre - Tommy Robb, pilota motociclistico britannico († 2024)
- 15 ottobre - John Coleman, giornalista e meteorologo statunitense († 2018)
- 15 ottobre - Peter Haskell, attore statunitense († 2010)
- 15 ottobre - Wang Meng, scrittore cinese
- 16 ottobre - Peter Ashdown, pilota automobilistico britannico
- 16 ottobre - Tom Clegg, regista britannico († 2016)
- 16 ottobre - Rolf Geiger, calciatore tedesco († 2023)
- 16 ottobre - József Marosi, ex schermidore ungherese
- 16 ottobre - Esther Pietrapiana, ex cestista argentina
- 16 ottobre - Attilio Porra, ex calciatore italiano
- 17 ottobre - Frank Blunstone, allenatore di calcio e ex calciatore inglese
- 17 ottobre - Jevhen Čerepovs'kyj, schermidore sovietico († 1994)
- 17 ottobre - Alan Garner, scrittore inglese
- 17 ottobre - Johnny Haynes, calciatore inglese († 2005)
- 17 ottobre - Digne Meller Marcovicz, fotoreporter, giornalista e regista tedesca († 2014)
- 17 ottobre - Rico Rodriguez, trombonista giamaicano († 2015)
- 17 ottobre - Jörg Schlaich, ingegnere tedesco († 2021)
- 17 ottobre - Der Scutt, architetto e designer statunitense († 2010)
- 18 ottobre - Sylvie Joly, attrice francese († 2015)
- 18 ottobre - Berit Lindholm, soprano svedese († 2023)
- 18 ottobre - Calvin Lockhart, attore bahamense († 2007)
- 18 ottobre - Giancarlo Morbidelli, imprenditore e progettista italiano († 2020)
- 18 ottobre - Inger Stevens, attrice svedese († 1970)
- 19 ottobre - Yakubu Gowon, politico nigeriano
- 19 ottobre - Eva-Maria Hagen, attrice e cantante tedesca († 2022)
- 19 ottobre - Theo Klöckner, ex calciatore tedesco
- 19 ottobre - Glória Menezes, attrice brasiliana
- 20 ottobre - Leo Close, religioso e atleta paralimpico irlandese († 1977)
- 20 ottobre - Michael Dunn, attore e cantante statunitense († 1973)
- 20 ottobre - Pedro Espinoza, allenatore di pallacanestro venezuelano († 2011)
- 20 ottobre - Eddie Harris, sassofonista e pianista statunitense († 1996)
- 20 ottobre - Imperatrice Michiko, imperatrice giapponese
- 20 ottobre - Nabil Abdo Iskandar, ex cestista egiziano
- 20 ottobre - Giulio Staffieri, politico italiano
- 20 ottobre - Timothy West, attore britannico († 2024)
- 21 ottobre - Anna Di Leo, attrice italiana
- 21 ottobre - Nancy Hill, ex cestista australiana
- 21 ottobre - Jerry Lewis, politico statunitense († 2021)
- 21 ottobre - Moussa N'Diaye, cestista senegalese († 2021)
- 21 ottobre - Cesare Previti, ex politico italiano
- 22 ottobre - Zoltán Friedmanszky, calciatore ungherese († 2022)
- 22 ottobre - Donald McIntyre, basso-baritono neozelandese
- 22 ottobre - Andrzej Piątkowski, schermidore polacco († 2010)
- 23 ottobre - Evandro Agazzi, filosofo e logico italiano
- 23 ottobre - Juan Manuel Couder, tennista spagnolo († 1999)
- 23 ottobre - Rita Gardner, attrice statunitense († 2022)
- 23 ottobre - Tamar Simon Hoffs, regista, sceneggiatrice e produttrice cinematografica statunitense
- 23 ottobre - Aryeh Kaplan, teologo e rabbino statunitense († 1983)
- 23 ottobre - Domenico Musti, storico italiano († 2010)
- 23 ottobre - Herb Simon, imprenditore statunitense
- 24 ottobre - Bruce Barry, attore e cantante australiano († 2017)
- 24 ottobre - Fritz Briel, canoista tedesco († 2017)
- 24 ottobre - Wally Herbert, esploratore e scrittore britannico († 2007)
- 24 ottobre - Tony Walton, costumista e scenografo britannico († 2022)
- 24 ottobre - Juanita Wright, wrestler statunitense († 1996)
- 25 ottobre - Mario Cheri, politico italiano († 1985)
- 25 ottobre - Luigi Frey, economista e banchiere italiano († 2019)
- 25 ottobre - Earl Ingarfield, ex hockeista su ghiaccio e allenatore di hockey su ghiaccio canadese
- 25 ottobre - Ferdinand Kinsky von Wchinitz und Tettau, politologo tedesco († 2020)
- 25 ottobre - Marcel Parent, ex schermidore francese
- 25 ottobre - Guillermo Wagner, cestista messicano († 1993)
- 26 ottobre - Rod Hundley, cestista e giornalista statunitense († 2015)
- 26 ottobre - Jacques Loussier, pianista e compositore francese († 2019)
- 26 ottobre - Bartolo Pellegrino, politico italiano († 2019)
- 26 ottobre - Ulrich Plenzdorf, scrittore e drammaturgo tedesco († 2007)
- 26 ottobre - Hans-Joachim Roedelius, musicista e compositore tedesco
- 27 ottobre - Carolyn Craig, attrice statunitense († 1970)
- 27 ottobre - Paulo César de Araújo, calciatore brasiliano († 1991)
- 27 ottobre - Jacqueline Dulac, cantante francese
- 27 ottobre - Mabel Karr, modella e attrice argentina († 2001)
- 27 ottobre - Maxence Larrieu, flautista francese
- 27 ottobre - Darcy Loss Luzzatto, matematico e scrittore brasiliano († 2020)
- 27 ottobre - Barre Phillips, contrabbassista statunitense († 2024)
- 27 ottobre - Horacio Troche, allenatore di calcio e calciatore uruguaiano († 2014)
- 28 ottobre - Sergio Ercini, politico e scrittore italiano († 2007)
- 28 ottobre - Julio Jiménez, ciclista su strada e pistard spagnolo († 2022)
- 28 ottobre - Wang Yumei, attrice cinese († 2022)
- 29 ottobre - Yves Cornière, compositore francese († 2011)
- 29 ottobre - Cesare Questa, latinista e filologo classico italiano († 2016)
- 29 ottobre - Andreas Resch, teologo e psicologo italiano
- 29 ottobre - Riccardo II di Sayn-Wittgenstein-Berleburg, nobile tedesco († 2017)
- 30 ottobre - Franco Balan, designer italiano († 2013)
- 30 ottobre - Pierre Beuffeuil, ex ciclista su strada francese
- 30 ottobre - Frans Brüggen, flautista e direttore d'orchestra olandese († 2014)
- 30 ottobre - Hamilton Camp, attore e doppiatore britannico († 2005)
- 30 ottobre - Paolo Moreno, archeologo italiano († 2021)
- 30 ottobre - José Sánchez González, vescovo cattolico spagnolo
- 31 ottobre - Aírton Pavilhão, calciatore brasiliano († 2012)
- 31 ottobre - Donya Feuer, coreografa, ballerina e sceneggiatrice statunitense († 2011)
- 31 ottobre - Suzanne Shepherd, attrice e regista teatrale statunitense († 2023)
- 31 ottobre - Robert Tomasulo, informatico statunitense († 2008)
- 31 ottobre - Margherita di Svezia, principessa svedese